# روسيا العادلة
روسيا العادلة (بالروسية: Справедливая Россия , سبرافيدليفايا رسِيا) ويعرف اختصاراً (بالروسية: СР , إيس إر) حزب سياسي روسي تشكل في 28 أكتوبر 2006، يدعو الحزب إلى اشتراكية جديدة تتلاءم مع القرن الحادي والعشرين تضمن حقوق وحريات الأفراد وأداء سليم للدولة، يقود الحزب حاليّاً نيكولاي ليفيتشيف خلفًا لمؤسس الحزب سيرغي ميرونوف.

## روابط خارجية
- موقع الحزب الرسمي (بالروسية)